# Siggebohyttan

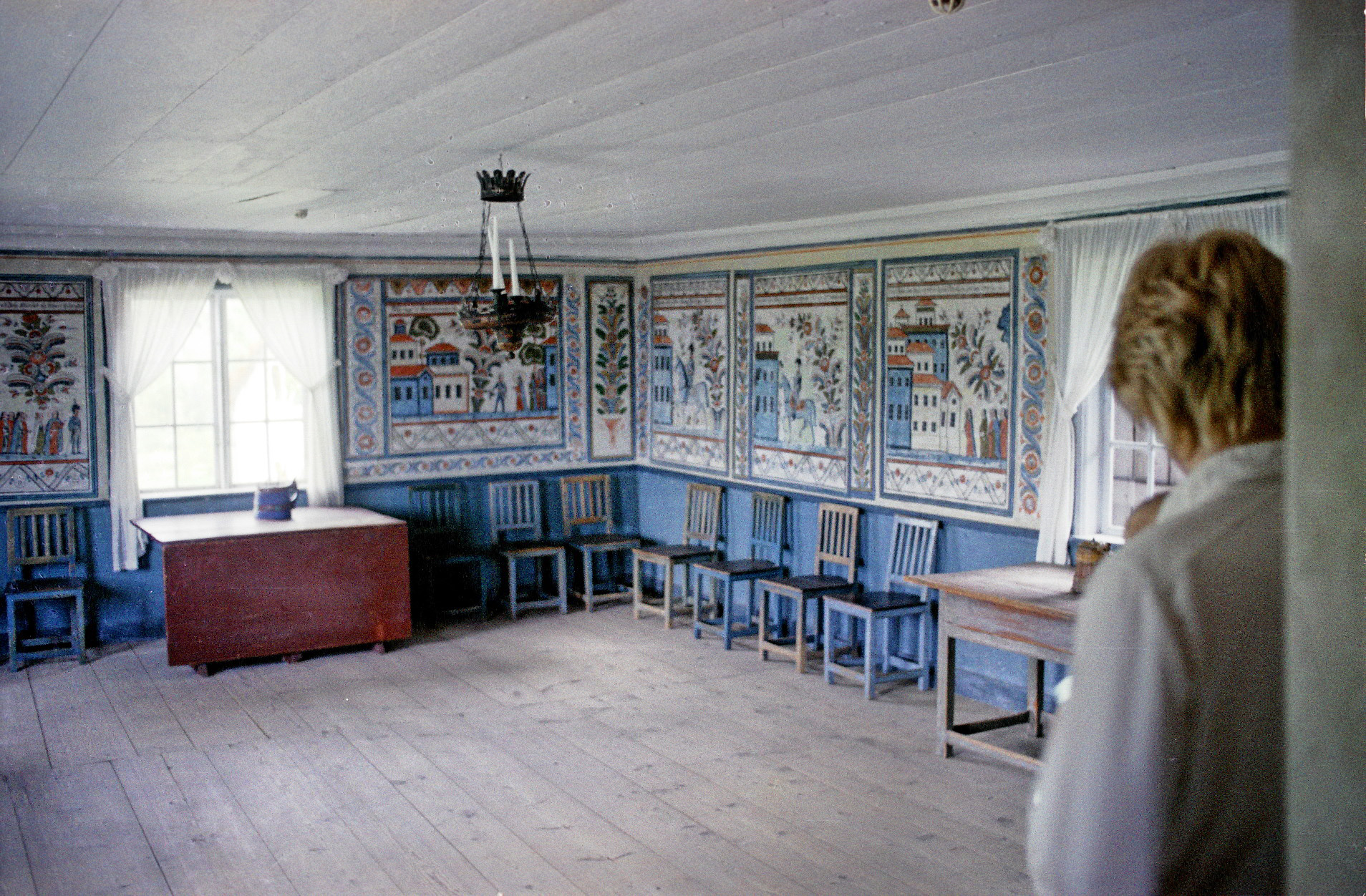
Dalmålningar av Kers Erik Jönsson i festsalen

Siggebohyttan är en by med en bergsmansgård, belägen invid sjön Usken i Lindesbergs kommun.
Själva hyttan och hyttbyn var belägen 200 m nordväst om bergsmansgården. Hyttan fanns belagd år 1538, men lades ner redan 1752, då hyttlaget flyttade över sin verksamhet till närbelägna hyttor.

## Siggebohyttans bergsmansgård
Mangårdsbyggnaden uppfördes på 1790-talet av den förmögne bergsmannen, nämndemannen och häradsdomaren Anders Olsson. Det var dennes son, Anders Andersson, som under åren 1818 till 1870 kom att sätta sin prägel på gården. Den är ett av de ståtligaste exemplen på bergsmansgårdar i hela Bergslagen. Byggnaden är en lång timrad länga i två våningar. Den karaktäriseras av en 38 m lång loftgång som löper längs hela övervåningen. Byggnaden innehåller 14 rum och 3 kök. I festsalen finns dalmålningar från 1838 utförda av leksandsmålaren Kers Erik Jönsson. De flyttades till Siggebohyttan 1933 från bergsmansgården Hyttnäs i Ljusnarsbergs kommun.
Till gården hör också en loftbod från 1790-talet, ett stall och en bagarstuga från 1800-talet, en smedja och en loge.
Gården befann sig i samma släkt till år 1901. Den köptes av Örebro läns hembygdsförbund år 1910, och iordningställdes till att vara hembygdsmuseum år 1929. Den sommaren restaurerades gården och man samlade ihop tidstrogna möbler och andra inventarier. Man försökte följa de gamla beskrivningar som fanns bibehållna, om hur gården såg ut i mitten av 1800-talet. Restaureringen av gården var till stor del ett verk av landsantikvarien Bertil Waldén och dennes hustru Margit Palmær, som under tre decennier hade sommarbostad i en av sidobyggnaderna.
Fastigheten ägs idag av Örebro läns museum. Den byggnadsminnesförklarades år 1970. Gården och området omkring gården klassas som riksintresse för kulturmiljövården.